# Robinson moderne

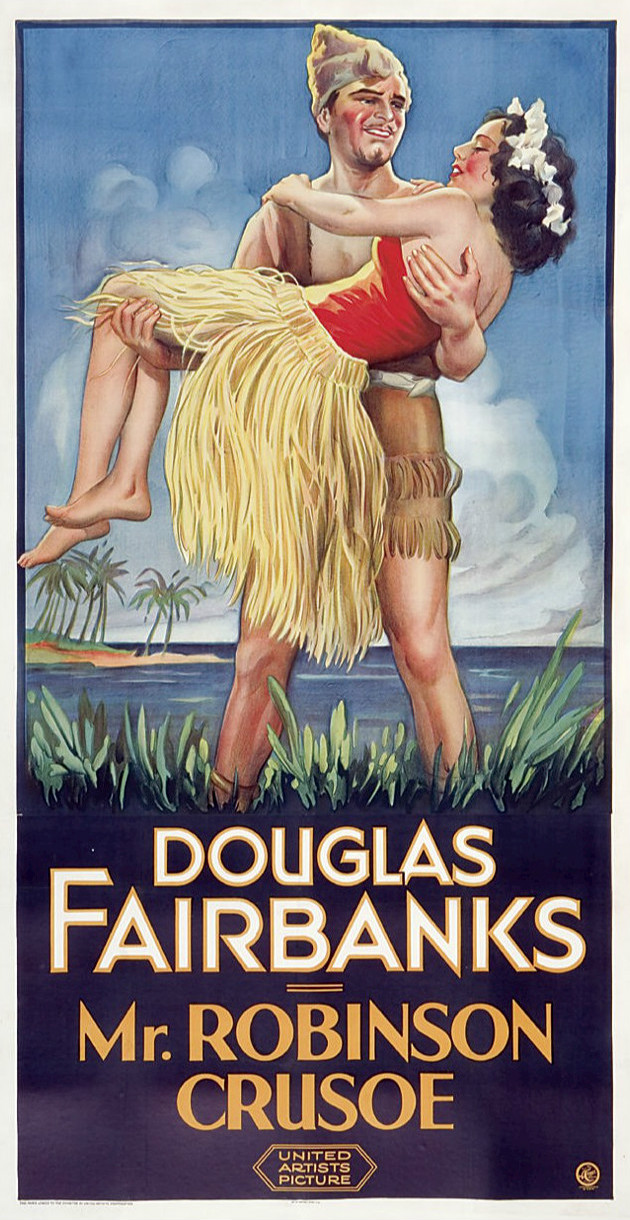
Affiche du film

Robinson moderne (Mr. Robinson Crusoe) est un film américain réalisé par A. Edward Sutherland et sorti en 1932.
C'est un des rares films parlants avec Douglas Fairbanks, dont c'est l'avant-dernier rôle au cinéma.

## Synopsis
Un homme fait le pari de passer une année entière sur une île déserte.

## Fiche technique
- Titre original : Mr. Robinson Crusoe
- Réalisation : A. Edward Sutherland
- Scénario : Thomas J. Geraghty  d'après une histoire de Douglas Fairbanks
- Production : Douglas Fairbanks
- Distribution : United Artists
- Photographie : Max Dupont
- Musique : Alfred Newman
- Montage : Robert Kern
- Durée : 76 min
- Dates de sortie: 
  - 19 août 1932 ( États-Unis)

## Distribution
- Douglas Fairbanks : Steve Drexel
- William Farnum : William Belmont
- Earle Browne : Professeur Carmichale
- Maria Alba : Saturday